# Dassault Aviation

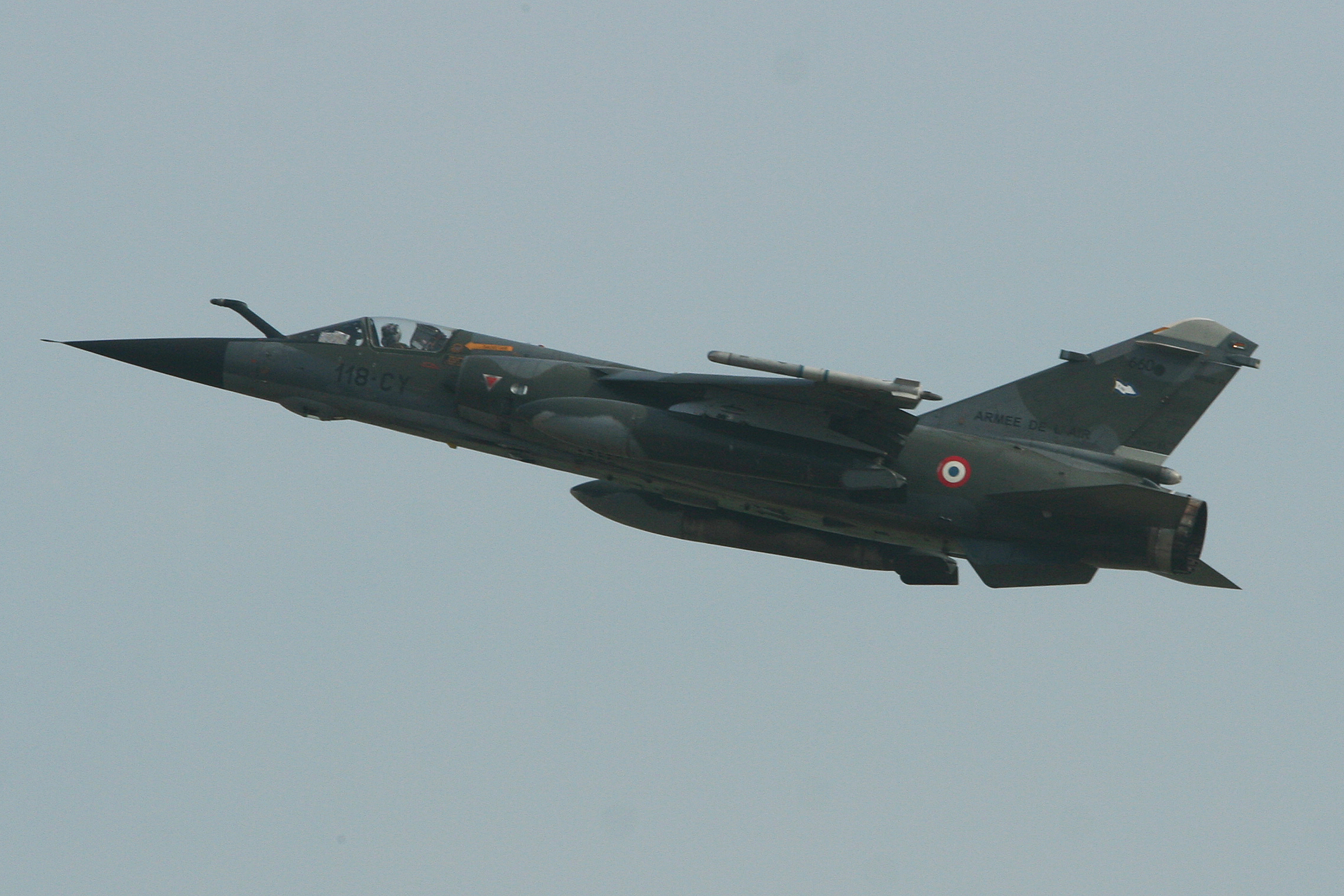
Dassault Mirage F1.

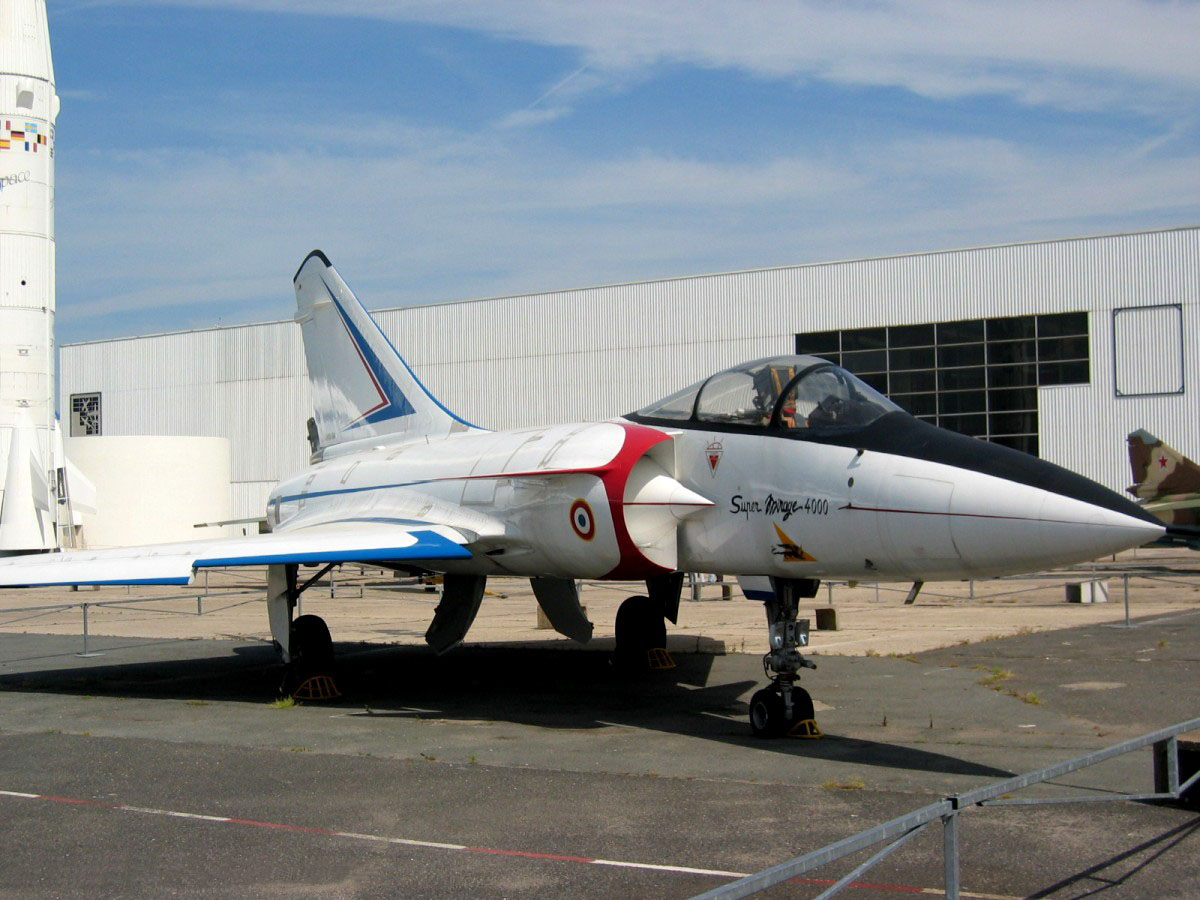
Mirage 4000.

Dassault Aviation är ett franskt företag som bland annat tillverkar flygplan. Till företagets mest kända flygplan hör Mirage-serien men man har även försökt sig på civila passagerarflygplan - Dassault Mercure blev dock ingen succé.

## Historia
Dassault Aviation grundades av Marcel Dassault som Société des Avions Marcel Dassault. Dassault utvecklade stridsflygplanen Mystère och Mirage. Den första generationen av Mirage konstruerades under 1950-talet och är ett av de mest framgångsrika jaktplanen som någonsin tillverkats. Det såldes till många flygvapen runtom jorden och förblev i produktion i över ett decennium. Några av de mindre flygvapnen i världen flyger ännu varianter av Mirage III.
År 1971 fusionerade man sig med Bréguet till Avions Marcel Dassault-Bregeut Aviation (AMD-BA).
År 1973 utvecklade man tillsammans med Dornier det lätta attack- och skolflygplanet Alpha Jet.
Dassault utvecklar Dassault nEUROn tillsammans med Saab AB och EADS.

## Flygplan
- MD 315 Flamant, 1947
- MD 450 Ouragan, 11951
- MD 452 Mystère II, 1952
- MD 453 Mystère III, 1952
- MD 454 Mystère IV, 1952
- MD 550, 1955
- Super Mystère, 1955
- Mirage III, 1956,
- Étendard II, 1956
- Étendard IV, 1956
- MD 410 Spirale, 1960
- Mirage IV, 1960
- Balzac, 1962
- Mirage F1, 1966
- Mirage V, 1967
- Mirage G, 1967
- Milan, 1968
- Mirage G-4/G-8, 1971
- Alpha Jet, 1973

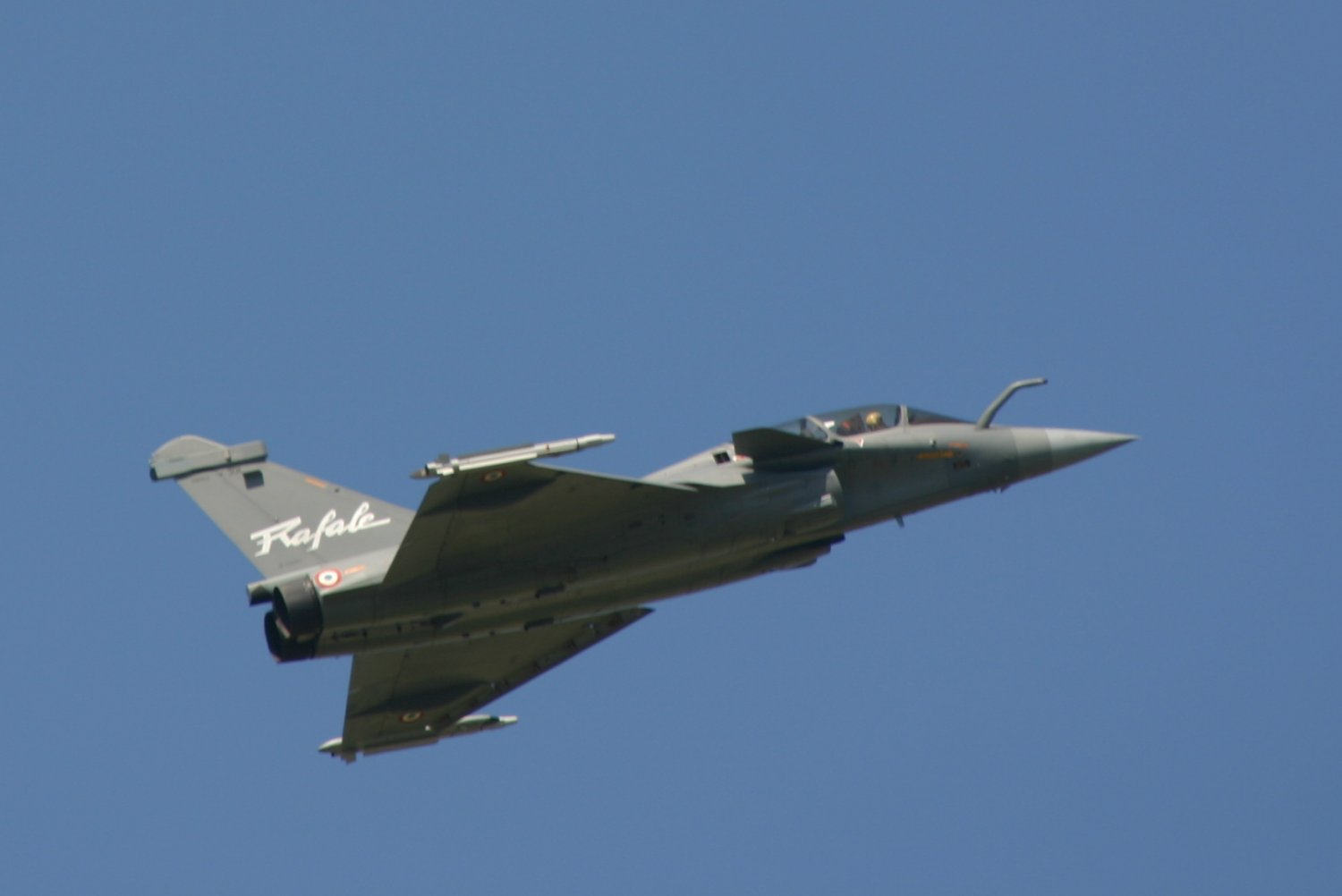
Dassault Rafale.

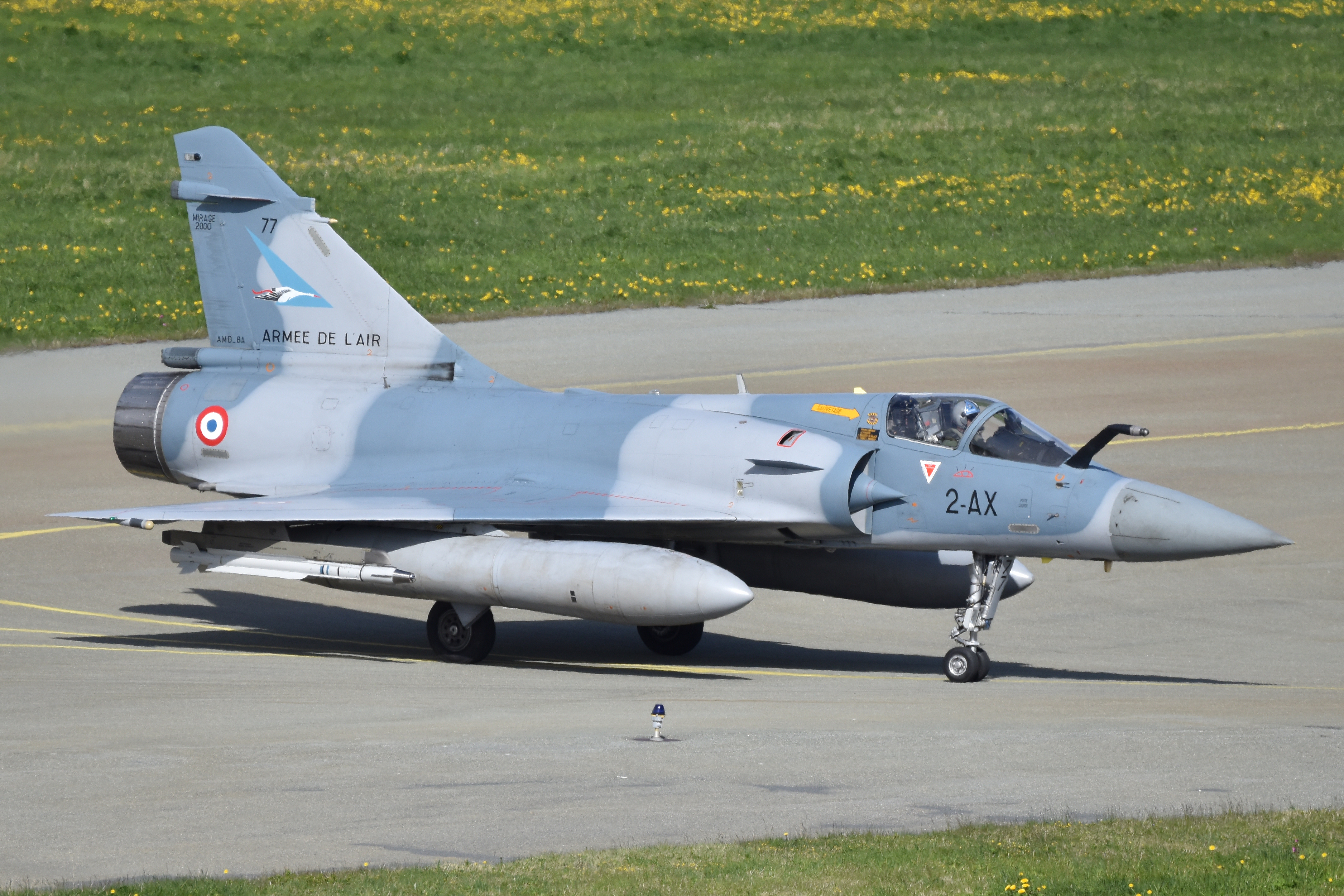
Dassault Mirage 2000.

- Jaguar (jointventure med British Aircraft Corporation), 1973
- Super Étendard, 1974
- Falcon Guardian 01, 1977
- Mirage 2000, 1978
- Mirage 4000, 1979
- Mirage 50, 1979
- Falcon Guardian, 1981
- Atlantique 2 (ATL 2), 1982
- Mirage III NG, 1982
- Rafale, 1986
- Dassault Falcon 7X, 2005
- Dassault nEUROn, 2012